# Copa Ibarguren 1914
La Copa Ibarguren 1914 fue la segunda edición de ese torneo, una de las copas nacionales oficiales del fútbol argentino.
El campeón fue Racing Club, quién venció a Rosario Central por 1 a 0 y se adjudicó por segunda vez consecutiva la copa.

## Equipos clasificados
Clasificaron como campeones del año:
| AFA |  | Racing Club     |  | Campeón de la Primera División de Argentina (1914) |
| ARF |  | Rosario Central |  | Campeón del Copa Nicasio Vila (1914)               |

## Desarrollo
El torneo enfrentó directamente en una final al campeón argentino Racing Club contra Rosario Central, campeón rosarino, considerada la liga más fuerte del interior. 

## Final
| 6 de diciembre de 1914 | Racing Club      | 1:0 (0:0) | Rosario Central | Estadio de Palermo, Buenos Aires |  |
|                        | Marcovecchio 70' |           |                 |                                  |  |

|                                |
|                                |
| Campeón Racing Club 2.º título |